# Peine plancher
La peine plancher ou peine minimale est une peine incompressible imposée par la loi, notamment en droit anglo-saxon. Ce type de législation est notamment critiqué car il entre en conflit avec le principe de l'individualisation des peines.

## Pays disposant de peines minimales obligatoires

### États-Unis
Aux États-Unis, il existe des peines minimales pour une centaine d'infractions, dont plusieurs concernent la trafic de drogues et d'armes à feu. Lorsqu'un crime capital est passible de la peine de mort dans certains États, la perpétuité est souvent la peine minimale infligée quand celle-ci n'est pas appliquée, ainsi que dans d'autres cas de crimes graves comme les viols d'enfant. Il s'agit alors dans la plupart des cas de perpétuité réelle qui consiste théoriquement en l'incarcération du criminel jusqu'à sa mort.
Un certain nombre de lois, connu sous le nom de loi des trois coups (Three-strikes law), ont été adoptées, la première ayant été promulguée en Californie en 1994 : toute personne étant condamnée trois fois pour des crimes ou délits se voit automatiquement condamnée à un minimum de vingt-cinq ans d'emprisonnement, sans prescription. Plusieurs cas soulèvent des polémiques comme René Landa, en 1995, condamné à la réclusion à perpétuité avec vingt-sept ans de sûreté pour avoir volé une roue de secours en raison de ses condamnations précédentes, en 1986 et en 1995, pour vol avec effraction ; ou Leandro Andrade (en), condamné à 50 ans de prison ferme pour récidive dans le vol de cassettes vidéo, en raison de ses condamnations précédentes pour, notamment, cambriolage et transport de marijuana.

### Canada
Le Code criminel impose des peines minimales pour une quarantaine d'infractions. La peine minimale est de quatre ans pour certaines infractions, comme une tentative de meurtre, une agression sexuelle ou un enlèvement, si elles sont commises avec une arme à feu. La première récidive d'un délit comme la possession illégale d'une arme à feu ou la conduite sous l'empire d'alcool ou de produits stupéfiants sont punis d'une peine minimale obligatoire de quatorze jours de prison ; en cas de deuxième récidive, la peine minimale est de quatre-vingt-dix jours.
Un projet de loi a toutefois été déposé pour abroger les peines minimales obligatoires.
Dans l'arrêt R. c. Hills de janvier 2023, la Cour suprême a jugé inconstitutionnelle la peine minimale obligatoire de quatre ans d’emprisonnement applicable pour avoir déchargé un pistolet ou une carabine à air comprimé en direction d’une maison. Par contre, dans une autre affaire rendue le même jour (R. c. Hillbach), elle juge que les peines minimales obligatoires en cas de vol qualifié commis avec une arme à feu prohibée ou ordinaire ne constituent pas des peines cruelles et inusitées.

## Pays utilisant des peines minimales de façon limitée

### France

#### Crime sans récidive
L'article 132-18 du Code pénal entré en vigueur le 1er mars 1994 et modifié le 13 décembre 2005 impose un minimum légal à la peine infligée. Lorsque la peine encourue est la perpétuité, le minimum de la peine prononcée est de deux ans d'emprisonnement. Sinon, le minimum est de un an,.

#### Délit et crime avec récidive entre 2007 et 2014
Loi renforçant la lutte contre la récidive de 2007
Lors de la campagne pour l'élection présidentielle de 2007, le candidat Nicolas Sarkozy incluait dans son programme de campagne le principe des peines planchers, qu'il préconisait depuis 2003, mais qui avait été rejeté dans la loi de décembre 2005 sur la récidive. Il inclut aussi dans son programme la possibilité pour le tribunal d'écarter tout mineur de 16 à 18 ans de l'excuse atténuante de minorité. Ce projet de texte de loi concernait à l'origine les multirécidivistes, pour les crimes et délits les plus graves. L'objectif de la peine plancher est de réduire le décalage entre la peine prévue par la loi et la peine prononcée par la juridiction de jugement.
La loi renforçant la lutte contre la récidive des majeurs et des mineurs est promulguée le 10 août 2007.
Dispositions
Pour les crimes commis en état de récidive légale, la peine d'emprisonnement, de réclusion ou de détention ne peut être inférieure aux seuils suivants
- 5 ans si la peine maximale est de 15 ans ;
- 7 ans si la peine maximale est de 20 ans ;
- 10 ans si la peine maximale est de 30 ans ;
- 15 ans si la peine maximale est la perpétuité[12].

Pour les délits commis en état de récidive légale, la peine d'emprisonnement ne peut être inférieure aux seuils suivants :
- 1 an de prison pour un délit passible de 3 ans ;
- 2 ans de prison pour un délit passible de 5 ans ;
- 3 ans de prison pour un délit passible de 7 ans ;
- 4 ans de prison pour un délit passible de 10 ans[13].

Pour les mineurs de 13 à 16 ans, les peines planchers sont divisées par deux. Cependant, cette diminution peut être écartée pour les mineurs de 16 à 18 ans non seulement lorsque les circonstances de l’espèce ou la personnalité du mineur le justifient, mais encore dans un certain nombre de crimes ou délits  commis en état de récidive : les atteintes à la vie, à l’intégrité physique, les agressions sexuelles… En pareil cas, il appartient au juge de justifier l’éviction de la cause d’atténuation. Mais bien plus sauf décision contraire, l’excuse atténuante est exclue à l’endroit des mêmes mineurs en cas de 2e récidive desdites infractions. Et si, dans ce cas, le juge recourt à la cause d’atténuation, il doit se justifier.
Limites
Dans l'application de ce texte, des peines moins lourdes peuvent être prononcées par le tribunal à l'encontre du prévenu ou bien, selon les cas, en fonction « des circonstances de l'infraction, de la personnalité de son auteur ou des garanties d'insertion ou de réinsertion », ou si l'auteur présente des « garanties exceptionnelles d'insertion ou de réinsertion » ; la décision devant être motivée. Surtout, le texte n'impose pas que la peine de prison soit ferme, et le prévenu peut donc être condamné à de la prison avec sursis.
Suppression
Les peines planchers sont supprimées le 1er octobre 2014 par la loi du 15 août 2014 relative à l’individualisation des peines et renforçant l’efficacité des sanctions pénales portée par la ministre de la Justice Christiane Taubira.

### Royaume-Uni
Depuis 1977, des peines minimales obligatoires ont été instaurées pour la récidive de certaines infractions, ainsi que pour les détenteurs d'armes prohibées. Cependant, le juge peut condamner l'accusé à une peine inférieure s'il estime la peine minimale injuste.

### Allemagne
Il existe des peines minimales pour certaines infractions jugées particulièrement graves, comme le viol ou l'agression sexuelle sur un mineur. La réclusion criminelle à perpétuité est strictement obligatoire pour un seul crime du Code pénal en Allemagne (le meurtre), ainsi que d'autres crimes du droit international pénal (ex : génocide). Il est à noter que "meurtre" n'a pas la même signification en Allemagne qu'en France ; on qualifie de meurtre en Allemagne un homicide volontaire auquel s'ajoute au moins une caractéristique aggravante (exemple : pour satisfaire une pulsion sexuelle).

### Italie
Les peines planchers n'existent que dans des cas très limités, la codification étant telle que le pouvoir de personnalisation par le juge est très réduit. Pour un meurtre, la peine minimale est de vingt ans d'emprisonnement. La réclusion criminelle à perpétuité est obligatoire si le meurtre est accompagné de circonstances aggravantes (dans les cas d'assassinat ou d'empoisonnement, par exemple).

### Australie (Territoire du Nord)
Les systèmes pénaux diffèrent selon les États, avec un corpus applicable au niveau fédéral pour les infractions relevant de sa compétence (fraude fiscale, immigration clandestines, importation illicite de drogue, pêche illégale). Les autres infractions sont jugées au niveau de chacun des six États fédérés et des deux territoires autonomes.
Au niveau local, dans le Territoire du Nord, il n'existe pas formellement de peines planchers. Dans certains cas de meurtres jugés les plus grave, l'application de la peine maximale est obligatoire. Certaines peines planchers sont instituées en 1996 pour les délits les moins graves, contre les biens ( violation intentionnelle du domicile, utilisation illicite de véhicules motorisés, dommages matériels, vol et recel). Elles sont alors  de quatorze jours pour la première infraction, de quatre-vingt-dix jours pour la première récidive, et de douze mois pour les récidives ultérieures. Le système est aboli en 2001 après le suicide de plusieurs détenus. Une analyse  a posteriori montre que ces mesures ont particulièrement touché la population d'origine autochtone, fortement aggravé les peines des primo-délinquants et accru la surpopulation carcérale sans efficacité dissuasive.  

## Pays sans peine minimale

### Pays-Bas
Dans le Code pénal néerlandais, il n'existe pas de peines minimales. 